# 군외남초등학교
군외남초등학교는 대한민국 전라남도 완도군 군외면에 있었던 초등학교이다.

## 역사
- 일자미상 군외남국민학교 설립 인가
- 1953년 6월 19일 군외남국민학교 개교
- 1999년 2월 18일 제45회 졸업식 38명(누계: 2,476명)
- 1999년 9월 1일 폐교 및 군외초등학교 통폐합